# Alexandru Averescu
Alexandru Averescu (3 d'abril de 1859 - 2 d'octubre de 1938) va ser un mariscal i polític populista romanès. Comandant d'exèrcits romanesos durant la Primera Guerra Mundial, va ser primer ministre del seu país en tres ocasions, a més de servir com a ministre d'Afers Estrangers interí de gener a març de 1918 i ministre sense cartera. Va començar la seva carrera pública amb l'esclafament de la revolta camperola de 1907. Considerat artífex de la defensa de Moldàvia durant la campanya de 1916-1917, va aprofitar la seva popularitat per crear i dirigir el Partit Popular romanès, que va obtenir el poder el 1920-1921, amb el suport del rei Ferran i del Partit Liberal Nacional (PNL), en què van participar Constantin Argetoianu i Take Ionescu.
El seu primer mandat, controvertit, que es va caracteritzar pel suport intermitent del dirigent del PNL Ion C. Brătianu, va incloure l'aprovació d'una reforma agrària i de mesures contra els comunistes, abans que el gabinet fos derrotat pels opositors. Durant el seu segon mandat de 1926 a 1927 es va signar un tractat amb la Itàlia feixista i va acabar quan es va conèixer el suport que Aeverescu havia brindat en secret al bandejat Carol II. Davant el declivi del seu Partit Popular, Averescu va forjar aliances amb diferents forces de dreta i va ser crucial a aconseguir el retorn de Carol el 1930. La relació entre tots dos, però, va empitjorar els anys següents i Averescu es va enfrontar al seu antic company de partit, el poeta Octavian Goga, i a la seva postura favorable al rei. Poc abans de morir, però, Averescu es va reconciliar amb el monarca romanès i va ingressar al Consell Reial.
Avrescu, que va escriure unes dotze obres sobre diversos temes militars (incloent-hi les seves memòries sobre el front a la Primera Guerra Mundial), va ser membre honorari de l'Acadèmia Romanesa i va rebre l'Ordre de Miquel el Valent. Va ser nomenat mariscal de Romania el 1930.

## Joventut i començaments
Averescu va néixer a Ozerne (anteriorment anomenada Babele i més tard Alexandru Averescu), un poble al nord-oest d'Izmail, en l'actualitat part d'Ucraïna. Fill de Constantin Averescu, que tenia el títol de sluger, Averescu va estudiar al seminari ortodox d'Izmail i, més tard va estudiar enginyeria a l'Escola d'Arts i Oficis de Bucarest. El 1876 es va allistar a la Gendarmeria d'Izmail.
Va participar com a sergent de cavalleria en la guerra russo-turca de 1877-1878, en la qual va ser condecorat diverses vegades. Va passar més tard a la reserva després d'unes proves mèdiques, a causa dels efectes d'una hipotèrmia soferta. El 1878 va tornar al servei actiu, cursant estudis militars a l'acadèmia militar romanesa de Târgovişte i a la italiana de Torí. Averescu es va casar amb una cantant d'òpera italiana, que havia estat prima donna del teatre milanès de la Scala. El seu futur col·laborador i després adversari, Constantin Argetoianu, va declarar que «va triar la senyora Clotilda a l'atzar».
Després del seu retorn, Averescu va pujar a l'escalafó militar. Primer, director de l'Acadèmia Militar de Bucarest (1894-1895), i més tard (1895-1898), va ser agregat militar de Romania a Alemanya. Després de coronel el 1901 va ser ascendit a general de brigada i va rebre el comandament de l'Exèrcit Central amb seu a Tecuci el 1906.
Abans de l'esclat de la primera guerra mundial, va dirigir les tropes que van aixafar la revolta camperola de 1907. Hi va utilitzar mètodes draconians, especialment davant els soldats que es van negar a combatre els camperols alçats. Més tard va exercir el càrrec de ministre de Guerra al gabinet del Partit Nacional Liberal dirigit per Dimitrie Sturdza (1907-1909). Segons recorda Eliza Brătianu, Averescu es va distanciar del PNL després d'intentar defensar certs objectius polítics que xocaven amb els del partit i va decidir cercar el suport del monarca romanès Carol i més tard el de les Potències Centrals, a les quals Romania estava aliada contra l'opinió del PNL.
Posteriorment, va manar la Primera divisió d'Infanteria, destinada a Turnu Severin i més endavant el Segon Cos d'Exèrcits a Craiova. En 1912 va ser ascendit a general de divisió i va servir de cap l'Estat Major entre 1911 i 1913. Com a tal va dirigir les tropes que van operar al sud del Danubi durant la segona guerra balcànica (contra Bulgària, en què l'exèrcit romanès no va trobar resistència en el seu avenç).

## La guerra mundial i el primer gabinet
Durant la guerra mundial (en la qual Romania va entrar el 1916), va enviar el Segon Exèrcit romanès que defensava els Carpats meridionals fins que va ser traslladat al comandament del Tercer Exèrcit (que guardava el front meridional) després de ser aquest derrotat en la Batalla de Turtucaia. Va participar en el crucial consell del 15 en què Romania va decidir abandonar el seu pla original de combat que exigia un atac decidit a Transsilvània i una defensa al sud fins a l'arribada de reforços russos que permetessin una segona ofensiva en aquest sector. Va advocar llavors per un canvi radical de plans, centrant els combats al sud, en contra d'altres caps d'exèrcit presents, aconseguint que la seva postura fos recolzada, cometent-se el que s'ha considerat un error militar que va precipitar la derrota romanesa. La seva postura, tanmateix, comptava amb el suport de l'Entente.
Va dirigir llavors el nou Grup d'Exèrcits del Sud en l'Ofensiva de Flămânda contra el Tercer Exèrcit búlgar i altres forces de les Potències Centrals, que va ser detinguda pel mal temps i la flota fluvial austrohongaresa, que va impedir el pas del Danubi. Les forces d'Averescu no van patir baixes significatives i van aconseguir retirar-se ordenadament cap a Moldàvia, on s'havia refugiat l'exèrcit.
Averescu va dirigir novament a la victòria al Segon Exèrcit en les batalles de Mărăşti i Mărăşeşti (l'agost de 1917). Les seves gestes, incloent-hi el seu breu avenç a Mărăşti, van impressionar a l'opinió pública i als seus oficials. Diversos historiadors militars, tanmateix, consideren la seva direcció de la campanya i la dels seus col·legues del comandament romanès com a deplorable, considerant que «no va poder ser pitjor». Tot i comptar amb un exèrcit de mig milió d'homes, reforçat per cent mil soldats russos, van ser completament derrotats en menys de quatre mesos de combats amb un adversari molt inferior en nombre.

El front romanès a finals de 1916 i començaments de 1917.

No obstant això, es va considerar Averescu com el responsable de la resistència relativament afortunada a les ofensives de les Potències Centrals contra Moldàvia el 1917, l'única regió sota el control del govern romanès després de la retirada de Valàquia a l'hivern de 1916. És consideratva a més una excepció a la corrupció i incompetència endèmiques del país. El 1917 es trobava al capdavant de l'únic exèrcit romanès que quedava en condicions de combatre, el 2n. exèrcit, durant l'època en què l'exèrcit romanès va patir una profunda remodelació, incloent-hi als seus comandaments superiors. A diferència del nou cap de l'Exèrcit, el general Constantin Prezan, Averescu era hostil als francesos i mantenia males relacions amb el primer ministre Ion Brătianu.
La situació del front i l'esclat de la Revolució d'Octubre a Rússia van forçar Romania a sol·licitar la rendició. Averescu va ser un dels caps militars que va acceptar la necessitat de sol·licitar l'armistici a l'enemic, que es va signar a Focșani el 9 de desembre. Tot i això, va tractar que no se l'associés a aquesta rendició, per a la qual cosa va renunciar al comandament del 2n. Exèrcit després de la signatura de la treva. Nomenat primer ministre pel rei Ferran el febrer de 1918, començar les converses de pau amb August von Mackensen a Buftea i Focşani, però va dimitir davant les condicions proposades per les potències enemigues al mes. Alexandru Marghiloman va haver de signar el Tractat de Bucarest (1918) i Averescu va abandonar el gabinet d'aquest just després de signar-se el tractat. Malgrat que les seves converses de pau van fracassar, els seus adversaris polítics no van deixar d'usar-les per desacreditar-lo, acusant-lo simplement per haver-les iniciat.
Durant aquesta mateixa època, Averescu va haver d'enfrontar-se a una ofensiva soviètica: mentre Lev Trotski negociava la pau amb les Potències Centrals a Brest-Litovsk, el Rumcherod d'Odessa, al comandament de Christian Rakovsky, va ordenar una ofensiva contra Romania. Per evitar més baixes, Averescu va signar amb el Rumcherod una treva, molt criticada. El seu oponent Rakovsky, malgrat això, va haver de desistir del seu atac en ser expulsat d'Odessa per una ofensiva alemanya desencadenada davant l'estancament de les negociacions a Brest-Litovsk.

## El partit popular

### Caràcter
Averescu es va llicenciar de l'exèrcit a la primavera de 1918 amb intenció de començar una carrera en la política i declarant la seva hostilitat al Partit Nacional Liberal (PNL) i al seu cabdill Ion C. Brătianu.
Va encapçalar el Partit Popular (anomenat al començament Lliga Popular, fundada l'abril de 1918), aconseguint una gran popularitat entre els camperols en acabar la guerra. El seu moviment tenia un atractiu missatge populista, quallat de vagues promeses i basat en la imatge del general. Els camperols havien rebut la promesa de terres al començament de la contesa (que estaven rebent mitjançant la reforma agrària que va finalitzar el 1923), havien format el gruix de l'exèrcit a la guerra i havien après a veure Averescu com la persona capaç d'aconseguir les seves aspiracions i de merèixer-ne la fidelitat. Eliza Brătianu, esposa del dirigent del PNL, explicava l'ascensió política del general pel context del país: l'annexió de Bessaràbia, Bucovina, i Transsilvània creava una Gran Romania (a la vegada que dirigia la seva condescendència, típica del PNL, cap al Partit Nacional Romanès, que s'estava fent amb el control de Transsilvània, fins a aquest moment parteix de l'Imperi austrohongarès):
| « | "Les grans pèrdues durant la guerra, les derrotes de l'Antic Regne, les restes de dominació estrangera a les noves províncies, però, sobretot, la malsana eufòria que s'estén per Transsilvània, que sembla creure que només gràcies a ella s'ha aconseguit la reunificació, són les que han creat la sensació d'inquietud a la nova Gran Romania" | » |

Com que el moviment es considerava més un corrent social que un partit polític tradicional, va atreure antics membres del Partit Conservador, com Constantin Argetoianu, Constantin Garoflid, o Take Ionescu, militars com Constantin Coandă, el dirigent del Partit Nacional Democràtic, AC Cuza, els partidaris del Corporativisme, Mihail Manoilescu and Ştefan Zeletin, el nacionalista moderat Duiliu Zamfirescu, el futur diplomàtic Citta Davila, el periodista DR Ioaniţescu, l'agrarista d'esquerra Petru Groza, el cabdill bucoví Iancu Flondor o l'abobobocoví Iancu Flondor. Altres activistes transsilvans, com Octavian Goga o Teodor Mihali, que havien abandonat el Partit Nacional Romanès en protesta per la política del seu cap, Iuliu Maniu, també van donar suport a la formació. Tot i això, el Partit va intentar repetides vegades a partir de l'estiu de 1919 arribar a una aliança amb Maniu. (segons n'Argetoianu, els seus intents van fracassar pels maneigs del rei Ferran, que mantenia en aquest moment relacions cordials amb Maniu i que va declarar "Maniu no és de ningú més, és meu!").
L'agrupació va estrènyer relacions també amb la Guàrdia de la Consciència nacional (Garda Conştiinţei Naţionale, GCN), un grup reaccionari format per l'electricista Constantin Pancu, dedicat a la violència anticomunista a Iaşi, inclinació que compartia amb Averescu. Malgrat això, l'Averescu i Argetoianu van oferir col·laborar al Partit Socialdemòcrata i al seu soci el Partit Socialdemòcrata de Transsilvània i el Banat a finals de 1919, mantenint converses amb els dirigents reformistes Ioan Flueraş, Ilie Moscovici, i Iosif Jumanca. Segons Argetoianu, en aquella època Moscovici desconfiava cada cop més de l'ala esquerra del partit, on es començava a sentir l'agitació de Cristescu. Averescu els va proposar als socialdemòcrates fusionar els dos partits dins del Popular, però mantenint-los com a formacions autònomes, suggeriment que va ser rebutjat per aquests, i les converses van cessar en negar-se els socialdemòcrates a donar suport a la formació del general a les eleccions.

### Influència
Segons Eliza Brătianu (que comparava a Averescu amb el militar rebel francès Georges Boulanger), diverses persones del seu moviment li recomanaven encapçalar un cop d'estat republicà contra el rei Ferran, a la qual cosa Averescu es va negar aparentment per lleialtat al monarca Argetoianu, que admetia haver "recolzat a Averescu comptant amb l'establiment d'un règim dictatorial", afirmava que el general havia estat influenciat durant la seva visita a Itàlia pel Radicalisme i pel Risorgimento. Aquesta era la raó, segons Argetoianu, per a la inclinació d'Averescu per les conspiracions polítiques. Recordava que, el 1919, la casa de Davila era el lloc de reunió de certs oficials que tramaven la caiguda de Brătianu i sospesaven l'enderrocament del rei (segons aquesta versió Averescu hauria acceptat convertir-se en dictador per, a l'octubre d'aquell mateix any, haver-los animat a abandonar els seus plans).
Amb l'objectiu de resoldre la majoria dels problemes socials i polítics que afrontava Romania, la Lliga exigia:
| « | Una reforma agrària que s'apliqui sobre la terra que actualment està expropiada només al paper (referència a la promesa de 1917 d'una reforma), que transfereixi la propietat immediatament i efectivament als camperols a través dels ajuntaments; una reforma electoral que inclogui el sufragi universal, l'elecció directa de representants, el vot secret i obligatori i la concessió de representació per a les minories (que no hauria per entorpir l'expressió de les preferències individuals); i la descentralització administrativa | » |

Segons Argetoianu:
| « | "A la tardor de 1919 Averescu va aconseguir la seva màxima popularitat. Als pobles la gent somiava amb ell, alguns juraven haver-lo vist baixar en avió per reunir-se amb ells; altres, que havien combatut a la guerra, que havien viscut al seu costat a les trinxeres Ell era el centre de totes les esperances, la persona que els havia de permetre miraculosament portar una vida plena i sense preocupacions, la seva popularitat era mística, sobrenatural i tota mena de llegendes brollaven al voltant d'aquest messies del poble romanès. | » |

Tot i liderar tres gabinets en el període d'entreguerres (1918, 1920-1921, 1926-1927), la seva carrera política no va ser tan brillant com la seva carrera militar. Averescu va acabar sent un altre peó a les mans de Brătianu. Argetoianu va acabar renunciant al caràcter vacil·lant i tendenciosa dels compromisos d'Averescu.

## Segon gabinet

### Formació del govern
Al principi, Brătianu va aprofitar el desagrat compartit amb Averescu pel govern de coalició entre el Partit Nacional Romanès d'Alexandriu Vaida-Voevod i el Partit Camperol (PŢ) per iniciar les converses amb el general, que havia participat breument a la coalició. Va aconseguir que aquest abandonés la seva aspiració de jutjar membres del Partit Liberal pel qual considerava mala gestió del país abans i durant la guerra mundial, objectiu original de la seva formació, i que prometés respectar la Constitució de 1866 en dur a terme la reforma agrària. Mentrestant, va mantenir una estreta relació amb el rei Ferran. Averescu es convertia, segons va declarar a l'última reserva de la burgesia romanesa, conscient de la necessitat de reformes que evitessin una revolució i de la incapacitat dels liberals per dur-les a terme.
El dia 13 es va anunciar la dissolució del gabinet de Vaida-Voevod i s'esperaven eleccions anticipades. En canvi, Averescu va llegir un document acordat amb el rei pel qual el parlament es va dissoldre durant deu dies, temps que es va considerar suficient perquè Averescu formés una nova majoria a la cambra. Aquestes maniobres van causar la ferma protesta de l'oposició. Nicolae Iorga, en aquell moment president de la cambra i que recolzava el Partit Nacional Romanès, va reclamar una moció de censura per al 26 de març. Averescu va aconseguir, no obstant, el suport real per dissoldre el parlament i va dedicar els seus esforços a assolir la victòria en les eleccions anticipades del 1920, gràcies al control dels funcionaris municipals, els llocs dels quals van ser dominats per membres del partit d'Averescu. Va aconseguir 209 escons (223 si s'expliquen els aconseguits pel Partit Democràtic Conservador del seu aliat Take Ionescu) dels 369 de l'assemblea.
Alhora que els acords entre el PNR i el PŢ es desfeien, aquest s'aliava amb el Partit Nacionalista Democràtic de Iorga i creava la "Federació de la Democràcia Nacional-social", que va rebre el suport de l'agrupació de Nicolae L. Lupu).
El general, polític mediocre, comptava, però, amb una enorme simpatia entre els milers de camperols desmobilitzats de l'exèrcit, malgrat haver estat el director de l'esclafament de la seva revolta el 1907. Aquests el veien com la garantia que la política de postguerra tindria en compte els seus sacrificis durant la contesa, començaria per fi la seva participació al govern del país i es duria a terme la promesa reforma agrària.

### Polítiques del gabinet
Durant el seu govern es va signar el Tractat de Trianon amb Hongria i es van donar els primers passos per a la creació de la Petita Entent entre Romania, Iugoslàvia i Txecoslovàquia. També durant el seu govern va començar la cooperació militar amb Polònia, amb l'objectiu d'aïllar la Unió Soviètica.
La seva oposició al comunisme el va portar a reprimir els membres del partit socialista que van votar a favor d'unir-se al Comintern, que van ser detinguts el 12 acusats d'"atemptar contra la seguretat de l'estat". Aquests arrestos es van dur a terme després d'un llarg debat parlamentari sobre la detenció de Mihai Gheorghiu Bujor, ciutadà romanès que s'havia allistat a l'Exèrcit Roig soviètic a Bessaràbia al final de la Revolució d'Octubre i que havia estat jutjat per traïció. Argetoianu, que va declarar que el comunisme havia desaparegut de Romania, més tard va comentar els dubtes que Averescu i altres membres del govern havien tingut sobre la repressió i que va haver finalment de prendre la iniciativa dels arrestos, presentant als seus col·legues de gabinet amb el fet consumat. El general va reprimir qualsevol manifestació d'esquerra o popular, enviant l'exèrcit a ocupar vigilar els ferrocarrils i aixafant la vaga general del 1920. Va tractar, però, d'atreure els sectors socialistes moderats com a mètode de restar forces als més radicals.
Les regions annexionades a Romania al final de la guerra van mantenir les seves estructures administratives establertes, com la Direcció de Transsilvània, creada i dirigida pel PNR. Averescu va ordenar la seva dissolució a l'abril, malgrat les protestes dels notables locals. Alhora, va ordenar el llicenciament de les tropes. Va unificar les monedes de les diferents regions imposant el leu i va definir la reforma agrària que seria duta a terme pel govern de Brătianu que el va succeir. La reforma havia estat imposada en realitat per Ion G. Duca, membre de l'anterior gabinet liberal, que Argetoianu va descriure com a "destructiva". Com a primer pas, el gabinet d'Averescu va nomenar a Vasile Kogălniceanu, diputat per la regió d'Ilfov, com a organitzador. Kogălniceanu va presentar un informe sobre la situació agrària al país on feia èmfasi en el paper del seu avantpassat Constantin en l'abolició de la servitud a Moldàvia i en el del seu pare Mihail Kogălniceanu en l'eliminació dels serveis feudals a tot el país.

El Partit Popular va rebre pressions per limitar la reforma agrària promesa per Duca, per la qual cosa es va nomenar Constantin Garoflid, polític conservador i teòric agrari a favor de les grans propietats, com a ministre d'Agricultura. Argetoianu va acusar el primer ministre de donar suport a una reforma més radical i va escriure:
| « | […] els camperols beneïen el "paret Averescu", que els atorgava terres, i el van recolzar encara més ferventment. A Brătianu i Duca no els esmentaven més que per maleir-los. La gratitud humana! | » |

L'octubre de 1920, Averescu va arribar a un acord amb les potències aliades, que reconeixia la unió de Bessaràbia amb Romania, però deixava la possibilitat de cedir la regió russa si el govern bolxevic era substituït per un de democràtic, per iniciar converses entre els dos països. Els soviètics no van reconèixer l'acord. Itàlia també es va negar a ratificar el pacte, al·legant, entre altres motius (com la seva amistat amb la Unió Soviètica) els 250 milions de lires que es devien als inversors italians que havien comprat bons de l'estat a Romania.

### Escàndols i caiguda
Després d'haver dut a terme la primera fase de la reforma agrària i haver reprimit els moviments d'esquerra, el 1921 Averescu va perdre l'utilitat com a home de mà dura per als que l'havien ajudat a assolir el govern i va perdre llur suport, a més, es van acumular els seus errors al govern.
El març de 1921, Argetoianu es va veure involucrat en un escàndol relacionat amb el seu soci Aron Schuller, que havia sol·licitat un préstec de vint milions de lliures a un banc italià utilitzant bons de guerra romanesos que havia obtingut il·legalment de la reserva del Ministeri d'Hisenda.
Amb Nicolae Titulescu com a ministre d'Hisenda, Averescu va tornar a aplicar una política econòmica intervencionista, però va abandonar els costums dels anteriors governs en tractar d'aprovar un augment d'impostos i certes nacionalitzacions, cosa que hauria perjudicat els votants de classe mitjana, tradicionals votants del PNL.
Los liberals, a travèrs d'Alexandri Constantinescu-Porcu, van avivar las diferéncias entre los Campesinos e lo partit d'Iorga, en aprofechant lo refusament d'aquel cap a Constantin Stere (a causa del supòrt d'aqueste darrièr a Alemanha pendent la guèrra mondiala). Stere va guanyar un escó per Soroca, a Bessaràbia, cosa que va causar un enrenou polític en què tots els partits (inclòs el PNR) van mostrar el seu disgust. Les desavinences es van aguditzar durant un llarg debat al parlament sobre la proposta del govern de nacionalització d'empreses a Reşiţa (que l'oposició veia com una forma de traspassar-ne el control a membres del Partit Popular governamental). Durant el debat Argetoianu va murmurar un insultó contra el diputat Virgil Madgearu (del Partit Camperol) i Ion G. Duca, del PNL, es va solidaritzar amb l'insultat. L'incident va acabar amb la sol·licitud de tots els grups d'oposició al rei perquè substituís Averescu (14).
El rei Ferran va intentar facilitar la unió del Partit Nacional Romanès amb els Liberals, però les negociacions van fracassar per desacords sobre la direcció del nou partit. Els liberals havien abandonat llavors el parlament, acusant-ho de no representar el país. En realitat, es veien capacitats, un cop passada la crisi immediata de la postguerra, per tornar a encapçalar el govern. El 17 Averescu dimitia.
Finalment, Brătianu va acordar amb el rei tornar al poder, i el monarca va demanar la dimissió del ministre d'Afers Exteriors, Take Ionescu, creant una crisi al gabinet que permetria que Averescu caigués i Brătianu tornés al poder. Les manifestacions de suport popular als carrers de Bucarest van ser rebutjades pel mateix Averescu un cop va arribar a un acord amb Brătianu per reformar un gabinet del Partit Popular "quan el temps ho permetés". Ionescu va esdevenir primer ministre durant un curt període fins al gener de 1922, quan va ser substituït pel mateix Brătianu, després de no aconseguir una moció de confiança.

## El tercer gabinet

### Noves aliances
Durant 1924 i 1925 Averescu no va cooperar amb els partits d'oposició al govern liberal, sinó que va mantenir una certa cooperació amb aquest. Quan, el 27 el primer ministre Ion C. Brătianu va dimitir l'oposició va sospitar que tornaria a utilitzar Averescu com a substitut controlat al capdavant del nou govern. Després d'una aparent i efímera disposició del rei a encarregar el govern a una coalició d'oposició, va tornar en efecte a cridar Averescu, probablement per consell de Brătianu.
El general va reformar un gabinet, buscant l'aliança del PNR i el seu soci el Partit Camperol, suggerint una unió de partits sota la seva direcció. La seva proposta va ser rebutjada rotundament per la possibilitat que ambdós partits guanyessin les properes eleccions. El rei, però, sospitant de les suposades inclinacions d'esquerres del Partit Camperol, va utilitzar la seva prerrogativa per nomenar el primer ministre Averescu, amb el suport del PNL.
El general va tornar a formar un gabinet, buscant l'aliança del PNR i del seu soci el Partit Camperol, suggerint una unió de partits sota la seva direcció. La seva proposta va ser rebutjada de pla davant la possibilitat que els dos partits aconseguissin la victòria en les properes eleccions. El rei, no obstant, sospitant de les inclinacions suposadament esquerranes del Partit Camperol, va utilitzar la seva prerrogativa per nomenar primer ministre Averescu, amb el suport del PNL.
Al partit d'Averescu es van unir llavors els dissidents del PNR encapçalats per Vasile Goldiş i Ioan Lupaş, que representaven principalment als votants ortodoxos transsilvans, a diferència dels d'Iuliu Maniu, que eren principalment catòlics de ritu grec de la mateixa província. Les eleccions de 1926, que el gabinet d'Averescu va organitzar al maig d'aquest any, li van donar una victòria aclaparadora (292 escons) mentre que el partit liberal quedava reduït a únicament 16 diputats i la resta de l'oposició a 69. Les eleccions havien estat particularment fraudulentes, havent-se instaurat abans de les mateixes prefectes militars a les províncies i dificultat la campanya de l'oposició, arribant a l'arrest de destacats candidats.
Hi havia una impressió generalitzada, però, que el gabinet d'Averescu s'havia format gràcies al suport dels liberals i que duraria el que li permetessin seguir al lloc.

### El Tractat Italo-Romà
Encara que el gabinet no era feixista, sí que mostrava certa benevolència amb la Itàlia feixista de Benito Mussolini, que es definia a si mateixa com una força en alça. El diari nord-americà The Nation va anomenar Averescu "el Mussolini de Romania", "un qualificatiu que el nou primer ministre romanès es va donar a si mateix". Els contactes entre els dos països, que van començar el juny de 1926, quan Mihail Manoilescu va negociar un préstec a Roma, eren una de les majors diferències entre la política d'Averescu i les de Brătianu. Averescu va haver d'intentar superar la tensió entre els dos països quan Mussolini va decidir retirar el seu ambaixador a Romania davant la falta de pagament del deute per aquest país i va cancel·lar la visita planejada del rei Ferran a Itàlia.
El crèdit acordat entre Manoilescu i Mussolini concedia a Itàlia importants avantatges a Romania a canvi d'aclarir l'estat dels deutes romanesos i va portar a la signatura d'un acord d'amistat entre els dos països, vàlid per cinc anys (signat el 16 de setembre any) i que va ser rebut amb hostilitat a Romania en no preveure el suport italià a l'annexió de Besarabia ] pels romanesos. El tractat va crear tensions entre els aliats de la Petita Entente, ja que Iugoslàvia temia que Itàlia estigués tractant de guanyar-se la neutralitat romanesa en cas d'un conflicte entre els dos països. Constantin Vişoianu va escriure en aquell temps, criticant el gandul dels paràgrafs dedicats a la defensa entre els dos països:
| « | Què hem guanyat d'Itàlia amb aquest pacte? Res. L'article tercer, que ni tan sols esmenta Besarabia, parla de la possibilitat d'una incursió "violenta" i organitza un sistema d'ajuda mútua que és original pel que té amor platònic. | » |

El tractat caducava el 1932 i, després de prorrogar-se sis mesos, no es va renovar. En general, la importància política dels contactes va ser petita a causa de la desconfiança dels italians en el moviment romanès, que consideraven un instrument en mans de Brătianu. Sobre el projecte contemporani de casar a la princesa romanesa Ielana amb el príncep Humberto d'Itàlia, el mateix Averescu s'afirma que va comentar: "No vaig aconseguir molt d'Itàlia, excepte un tron per a una princesa romanesa".

### Els controvertits projectes d'Averescu
Averescu va seguir brindant el seu suport als grups d'ultradreta (especialment a la Lliga per a la Defensa Nacional-Cristiana creada per AC Cuza, antic col·laborador) i possiblement va sospesar assumir poders dictatorials just abans de ser acomiadat pel rei per ser substituït per un nou govern controlat per Brătianu.
El gabinet es va enfrontar amb Brătianu quan va descobrir les negociacions secretes que aquell sostenia amb el príncep Carol (desheretat després de la fugida a l'estranger amb el seu amant), antic adversari del PNL, segons empitjorava la salut del rei Ferran. Averescu va declarar més tard que Brătianu li havia deixat anar: "Així que, després d'haver-te alçat al poder, ara vols actuar per compte propi?" Averescu va tractar diverses vegades de forjar una aliança amb els nacionalcamperols amb l'objectiu de lliurar-se de la tutela dels liberals, sense aconseguir-ho.
El PNL li va retirar el seu suport i, mitjançant una ordre signada per Constantin Hiott, Averescu va ser substituït per un gabinet de coalició amb Barbu Ştirbey (cunyat de Brătianu) al capdavant. L'expulsió del general, confirmada en el seu llit de mort pel rei, crear un buit a la dreta que aviat va ocupar la Guàrdia de Ferro, moviment feixista creat per Corneliu Zelea Codreanu (antic correligionari de Cuza).

## Política a finals dels anys vint
El Partit Popular es va involucrar en els intents de resoldre la crisi de la dinastia que va sorgir a la mort del rei Ferran el juliol de 1927, proposant a Carol que substituís el seu fill Miquel I de Romania i acabés amb la regència del príncep Nicolau. El desembre de 1927 Averescu testificà en defensa del seu company de partit Mihail Manoilescu, arrestat per fomentar el suport a Carol. En la seva declaració, Averescu va indicar que, després del disgust amb Carol, Fernando havia planejat tornar a Carol el seu lloc com a hereu al tron.
El seu partit va perdre molts suports, que van passar al nou Partit Camperol Nacional, quedant per sota del % de vots a les eleccions de 1927. Cap a 1930 Averescu va començar a oposar-se al sufragi universal, que anteriorment havia defensat, i va fer una crida als intel·lectuals perquè advoquessin per la seva eliminació argumentant que molts votants eren presa fàcil dels partits al govern Averescu i el seu seguidor, el poeta de tendències autoritàries Octavian Goga, van rebre crítiques del diari populista d'esquerra Viaţa Românească, que va acusar Averescu d'haver utilitzat pràctiques il·legals en les eleccions que es van celebrar durant el seu mandat.
El novembre de 1930 es va querellar contra el periodista Bazil Gruia, acusant-lo de lliure per l'article que aquest havia publicat al gener a Chemarea on el periodista qüestionava l'afirmació del Partit Popular que Averescu era «l'únic camarada honest del pagès romanès», ressaltant l'actuació del general durant la Revolta camperola de 1907. El judici es va celebrar a Cluj i Gruia va ser defensat per Radu R. Rosetti. L'u de desembre va ser declarat culpable i condemnat a una pena de 15 dies en un correccional ia una multa de 3.000 lei (tot i que al cap de poc temps Gruia es va beneficiar d'una amnistia).
Averescu va ser ascendit a Mariscal de Romania aquest mateix any al retorn de Carol de l'exili - el nomenament es va deure, segons la revista Time, al suport d'Averescu al retorn del monarca. Segons la mateixa font, a finals de 1930 Averescu tornava a ser al centre de la política romanesa a causa del favor del nou rei i de les morts de Ion IC i Vintilă Brătianu i de l'inesperat suport de Gheorghe I. Brătianu, dissident del PNL.

## Últims anys
Va desenvolupar hostilitat cap al cercle reial i sobretot cap a la xicota del sobirà, Magda Lupescu, per la qual cosa el rei va animar a Goga a substituir Averescu al capdavant del Partit Popular. Goga va acusar Averescu de "subvertir […] el respecte tradicional de la Corona". L'enfrontament entre tots dos va portar a Goga a crear el Partit Nacional Agrari, que, tot i que mai va ser el principal, va obtenir més suport que Averescu a les eleccions de 1932 (3% enfront del 2%).
Al voltant de 1934, mentre la Guàrdia proclamava la seva fidelitat a Alemanya Nazi, els italians, rivals llavors d'Adolf Hitler, van començar els seus contactes amb Averescu (a la vegada que amb Nicolae Iorga, Nichifor Crainic, Cuza, Goga, i altres reaccionaris aliens a la Guàrdia), oferint-li col·laborar amb ell (vegeu Comitati d'azione per l'universalità di Roma). Aquesta aliança aparent va estar marcada en realitat per grans desacords i tant Averescu com Iorga van rebre atacs habituals al Calendarul de Crainic. El mateix any, Averescu va formar el Front Constitucional, una aliança electoral de partits nacionalistes que englobava al Partit Liberal Nacional de Brătianu, la Croada del Romanisme de Mihai Stelescu (escissió de la Guàrdia de Ferro) i el petit Bloc Ciutadà de Grigore Forţu. Després de la desaparició de les dues últimes formacions, el Front va sobreviure fins al 1936, quan va ser dissolt.
El 1937, malgrat el seu llarg enfrontament amb Carol, Averescu va ser nomenat membre del Consell Reial. Argetoianu recordava haver-se reconciliat amb el mariscal en un moment en què aquell sospesava la possibilitat de reunir les forces d'oposició, incloent-hi el Partit Camperol Nacional, el Partit Liberal de Brătianu i la Guàrdia de Ferro en una aliança electoral (per a les eleccions de desembre de 1937 els diferents grups van forjar una aliança que va aconseguir derrotar el govern de Gheorghe Tătărescu). Averescu que, segons Argetoianu, estava més interessat a convèncer el rei que permetés el retorn de la seva dona Helena de Grècia que a l'oposició política, es va oposar a l'acord.
A l'any següent va ser nomenat breument ministre sense cartera al gabinet del primer ministre Miron Cristea, creat per Carol per combatre l'auge de la Guàrdia de Ferro, i es va oposar a la pretensió del rei d'abolir la Constitució de 1923 i proclamar la dictadura (que va acabar amb el Partit Popular), el que no va evitar l'ús de la seva figura pel nou règim. Va morir poc després de la implantació de la dictadura i va ser enterrat a la Cripta dels Herois de la Primera Guerra Mundial a Mărăşti. Al desembre d'aquell any el rei va crear el Front del Renaixement Nacional com a instrument de la seva política autoritària.